# Apogon atricaudus
 Apogon atricaudus és una espècie de peix de la família dels apogònids i de l'ordre dels perciformes.

## Morfologia
Els mascles poden assolir els 8 cm de longitud total.

## Distribució geogràfica
Es troba a l'est del Pacífic central: des del sud de Califòrnia (Estats Units) fins al Golf de Califòrnia.